# مقاطعة إستاني (مينيسوتا)
مقاطعة إستاني (بالإنجليزية: Isanti County)‏ هي إحدى مقاطعات ولاية مينيسوتا في الولايات المتحدة الأمريكية.

## أعلام
- ميلارد إريكسون
- وينديل إريكسون